# 순찰자 (캐릭터 클래스)

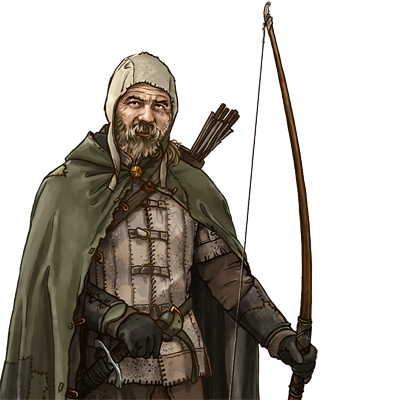
인디 전략 게임 "웨노스 전투"의 순찰자 캐릭터

순찰자(궁수, 사냥꾼, 정찰자나 추적자라고도 한다)는 판타지물과 롤플레잉 게임에서 발견되는 원형이다.
순찰자는 일반적으로 자연의 지혜와 관련이 있다. 순찰자는 숙련된 나무꾼일 뿐만 아니라 현명하고 강건하며 교활하고 통찰력 있는 경향이 있다. 많은 이들이 목공예, 은신, 야생 생존, 야수 조종, 약초학, 추적과 때때로 "자연 마법"에 능숙하거나 마법에 대한 저항력이 있다. 순찰자는 장단기적으로 사냥, 낚시, 야영에 많은 시간을 할애하며, 선호하는 무술 무기는 궁술, 나이프전, 막대기전, 도끼술, 창술이나 검술과 같은 실용적인 효용에 의존한다.

## 원형
책과 게임의 순찰자 기술에는 다음이 포함되며 이에 국한되지 않는다:
- 종종 수년간 야생 동물을 사냥한 결과, 활과 기타 원사 무기를 사용한 전투 전문성
- 무술 전투 무기, 종종 칼, 도끼 및 단검을 사용한다; 종종 그들은 그러한 무기를 양손으로 휘두르고 무자비한 힘보다 기교에 의존할 수 있다.
- 던지는 칼
- 마법이 아닌 은신
- 등반
- 함정 탐지 또는 설치
- 동물 길들이기, 진정 또는 유혹; 종종 그들은 선호하는 동물 동반자를 동반할 수 있다.
- 추적하고 추적 당할 흔적을 남기지 않는다
- 의료 및 유독성 용도를 위한 약초에 관한 지식
- 자립으로 인한 치유 기술 (마법 또는 의료)
- 토지 및 자연 관련 마법 및 마법 부여 또는 인식 능력 또는 그에 대한 저항
- 익숙한 지형을 빠르게 이동할 수 있는 능력

## 던전 & 드래곤
던전 & 드래곤에서 순찰자는 일반적으로 자연의 신이나 여신을 숭배하며, 자연을 보호하고 더러운 생물을 죽이는 드루이드와 유사한 역할을 한다. 순찰자는 "선호하는 적"을 골라 특정 생물에 대한 공격 보너스를 얻는다. 탐색은 순찰자의 전문이다. 그들은 또한 "선호하는 적"과 중첩되는 "우호적인 환경" (사막, 숲 또는 도시와 같은)을 골라 특정 지형 내에서 방어 보너스를 얻을 수 있다. 이것은 그들의 교활함을 더 잘 보여 준다. 또한 순찰자는 신성한 마법과 동물 동반자를 통해 전투를 도울 수 있다.
순찰자는 동료 순찰자들과 함께 하는 것을 선호하는 경향이 있으며 그들은 광범위하게 훈련을 받았다. 그러나 좋은 순찰자는 종종 "악" 세력을 물리치고 약자를 보호함으로써 다른 사람들의 수호자 역할을 할 것이다.
주목할만한 가상의 레인저로는 드리즈트 도어덴과 마법사 토토의 행크가 있다.